# Javier Zacarías Irún
Ernesto Javier Zacarías Irún (Asunción, 23 de junio de 1967) es un empresario y político paraguayo. Desde 2018 es senador nacional, por el Partido Colorado.
Anteriormente fue intendente municipal de Ciudad del Este de 2001 a 2007 y diputado nacional por Alto Paraná de 1993 a 2001.

## Biografía
Ernesto Javier Zacarías Irún nación el 23 de junio de 1967 en Asunción, hijo de Hernán Aricio Zacarías y Teresa Concepción Irún.
Está casado con la exintendenta de Ciudad del Este, Sandra María McLeod.

## Trayectoria política

### Inicios
Su carrera política comienza en la universidad, donde ya participaba de activismo político, militando al Partido Colorado.

### Diputado Nacional (1998-2001)
Por ese partido fue elegido diputado suplente por el Alto Paraná, asumiendo el cargo luego de la  muerte del titular. Terminado el período fue reelecto diputado por el Alto Paraná, ya en esta ocasión titular.

### Intendente de Ciudad del Este (2001-2007)
En las elecciones municipales del 2001 fue electo intendente de Ciudad del Este, asumiendo el cargo el 19 de diciembre de ese año.
En 2006 renunció brevemente al cargo para buscar su reelección en este, lo reemplazó Carlos Núñez. En las elecciones municipales de 2006 fue reelecto para un segundo periodo como intendente. Derrotó a su oponente Juan Leonardo Rodas, con un 55% de los votos. Reasumió el cargo el 19 de diciembre de ese año.
En 2007 renunció al cargo de intendente para candidatarse a la vicepresidencia de la República, como compañero de fórmula de Luis Alberto Castiglioni. Sin embargo, Blanca Ovelar derrotó a Castiglioni en las internas coloradas de ese año, por lo que Zacarías no pudo presentarse a las elecciones generales.

### Surgimiento del «clan Zacarías» (2007-2018)
Desde 2007, diversos miembros del círculo cercano de Javier Zacarías Irún han ocupado posiciones de autoridad en el ámbito público, tanto a nivel regional como nacional, lo que ha sido conocido mediáticamente como el «clan Zacarías». Entre los miembros más destacados se encuentran su cónyuge, Sandra McLeod, su hermano, Justo Zacarías Irún, y su cuñada, Rocío Abed.
En 2007, tras su dimisión como intendente de Ciudad del Este, su cónyuge, Sandra McLeod, asumió el cargo y posteriormente fue reelegida en 2010 y 2015.
En 2012, participó en las elecciones internas de su partido político, los colorados, con el objetivo de obtener la nominación presidencial para las elecciones generales de 2013, pero fue derrotado por Horacio Cartes.
En 2013, su hermano, Justo Zacarías Irún, fue elegido gobernador de Alto Paraná.
En 2018, tanto su hermano, Justo Zacarías Irún, como su esposa, Rocío Abed, fueron elegidos como representantes a la Cámara de Diputados por la región de Alto Paraná.

### Senador Nacional (2018-)
En las elecciones generales de 2018 fue electo senador nacional, asumiendo el cargo el 30 de junio de ese año. En las elecciones generales de 2023 fue reelecto para un segundo periodo.